# (2940) Bacon
Pour les articles homonymes, voir Bacon.
(2940) Bacon est un astéroïde de la ceinture principale.

## Description
(2940) Bacon est un astéroïde de la ceinture principale. Il fut découvert par le programme PLS le 24 septembre 1960 à l'observatoire Palomar. Il présente une orbite caractérisée par un demi-grand axe de 2,7822 UA, une excentricité de 0,2356 et une inclinaison de 6,4424° par rapport à l'écliptique.
Il fut nommé en hommage au scientifique et philosophe britannique Francis Bacon.

## Compléments